# Myxine circifrons
Myxine circifrons är en ryggsträngsdjursart som beskrevs av Garman 1899. Myxine circifrons ingår i släktet Myxine och familjen pirålar. IUCN kategoriserar arten globalt som livskraftig. Inga underarter finns listade i Catalogue of Life.